# Montmorot
Montmorot település Franciaországban, Jura megyében. Lakosainak száma 3207 fő (2022. január 1.). Montmorot Saint-Didier, Lons-le-Saunier, Courbouzon, Messia-sur-Sorne, Courlans, Larnaud, Ruffey-sur-Seille, L’Étoile és Villeneuve-sous-Pymont községekkel határos.

## Népesség
A település népességének változása:
| Lakosok száma | 2792 | 3320 | 3177 | 3124 | 3022 | 3014 | 3036 | 3082 | 3099 | 3207 |
|               | 1968 | 1982 | 1990 | 2006 | 2013 | 2015 | 2017 | 2019 | 2020 | 2022 |